# 45-й отдельный аэросанный батальон
45-й отдельный аэросанный батальон  — воинская часть вооружённых сил СССР в Великой Отечественной войне. За время войны существовало два формирования батальона.

## 1-е формирование
Батальон формировался с  осени 1941 года.
В составе действующей армии с 05.04.1942 по 25.06.1942.
Транспортный батальон, на вооружении батальона состояли аэросани НКЛ-16.
По формировании направлен на Карельский фронт, летом отведён в резерв и расформирован

### Подчинение
| Дата            | Фронт (округ)    | Армия      | Корпус | Дивизия | Бригада | Примечания |
| --------------- | ---------------- | ---------- | ------ | ------- | ------- | ---------- |
| 01.05.1942 года | Карельский фронт | 32-я армия | -      | -       | -       | -          |
| 01.06.1942 года | данных нет       | -          | -      | -       | -       | -          |

## 2-е формирование
Батальон сформирован   осенью 1942 года в Соликамске на основании директивы №731087 заместителя наркома обороны генерал-полковника Щаденко Е.А..
В составе действующей армии с 27.12.1942 по 26.04.1943 и с 23.01.1944 по 04.05.1944 года.
Транспортный батальон, на вооружении батальона состояли аэросани НКЛ-16. (По-видимому с 1944 года боевой аэросанный батальон)
По формировании направлен в распоряжение Брянского фронта, летом отведён в резерв.
В феврале 1944 года переброшен в Заполярье.
04.05.1944 расформирован.

### Подчинение
| Дата            | Фронт (округ)               | Армия      | Корпус | Дивизия | Бригада | Примечания |
| --------------- | --------------------------- | ---------- | ------ | ------- | ------- | ---------- |
| 01.11.1942 года | Уральский военный округ     | -          | -      | -       | -       | -          |
| 01.12.1942 года | Резерв Ставки ВГК           | -          | -      | -       | -       | -          |
| 01.01.1943 года | Брянский фронт              | 13-я армия | -      | -       | -       | -          |
| 01.02.1943 года | Брянский фронт              | 13-я армия | -      | -       | -       | -          |
| 01.03.1943 года | Брянский фронт              | 48-я армия | -      | -       | -       | -          |
| 01.04.1943 года | Центральный фронт           | -          | -      | -       | -       | -          |
| 01.05.1943 года | Резерв Ставки ВГК           | -          | -      | -       | -       | -          |
| 01.06.1943 года | Архангельский военный округ | -          | -      | -       | -       | -          |
| 01.07.1943 года | Архангельский военный округ | -          | -      | -       | -       | -          |
| 01.08.1943 года | Архангельский военный округ | -          | -      | -       | -       | -          |
| 01.09.1943 года | Архангельский военный округ | -          | -      | -       | -       | -          |
| 01.10.1943 года | Архангельский военный округ | -          | -      | -       | -       | -          |
| 01.11.1943 года | Архангельский военный округ | -          | -      | -       | -       | -          |
| 01.12.1943 года | Архангельский военный округ | -          | -      | -       | -       | -          |
| 01.01.1944 года | Архангельский военный округ | -          | -      | -       | -       | -          |
| 01.02.1944 года | Архангельский военный округ | -          | -      | -       | -       | -          |
| 01.03.1944 года | Карельский фронт            | 14-я армия | -      | -       | -       | -          |
| 01.04.1944 года | Карельский фронт            | 14-я армия | -      | -       | -       | -          |
| 01.05.1944 года | Карельский фронт            | 14-я армия | -      | -       | -       | -          |

## Состав
- В батальоне три аэросанные роты, в каждой по три взвода, в каждом из взводов по три машины.